# 雅各布·彼得斯
雅各布·彼得斯（英語：Jacob Peters，2000年8月20日—），英国男子游泳运动员，2018年英联邦运动会男子4×100米混合泳接力银牌得主、2022年世界游泳锦标赛男子4×100米混合泳接力铜牌得主、2022年英联邦运动会男子4×100米混合泳接力金牌得主。